# Deniz Baysal
Deniz Baysal (ur. 5 kwietnia 1991) – turecka aktorka.

## Życiorys
W wieku 10 lat zaczęła uczyć się aktorstwa w Izmirskim teatrze Karsiyaka, dzięki czemu później została aktorką teatralną. W 2009 roku zaczęła studiować handel zagraniczny na Uniwersytecie w Manisie Celal Bayar. Jej debiut aktorski miał miejsce w 2011 roku, gdy zagrała w serialu Derin Sular. Ponadto zagrała w takich produkcjach jak Fazilet Hanım ve Kızları, Söz i Cud w celi nr 7.
W listopadzie 2018 zaręczyła się z Barışem Yurtçu, który należy do zespołu muzycznego Kolpa. Wzięli ślub 6 września 2019 roku.

## Filmografia

### Seriale
| Rok       | Tytuł                    | Rola                     |
| --------- | ------------------------ | ------------------------ |
| 2011      | Bitmeyen Şarkı           |                          |
| 2011      | Derin Sular              | Nisan                    |
| 2012      | Babalar ve Evlatlar      | Ferah                    |
| 2012      | Kayıp Şehir              | Şehnaz                   |
| 2013      | Aşk Ekmek Hayaller       | Karaca Yılmaz            |
| 2014–2015 | Kaçak Gelinler           | Kainat Gencer            |
| 2015      | Can Bedenden Çıkmayınca  | Eylem                    |
| 2015      | Beyaz Yalan              | Alara Korel/Melek Yılmaz |
| 2016      | Sevda Kuşun Kanadında    | Tümay Erbay              |
| 2016      | Rüzgarın Kalbi           | Zeynep                   |
| 2017–2018 | Fazilet Hanım ve Kızları | Hazan Çamkıran           |
| 2017      | Bamsı Beyrek             | Banu Çiçek               |
| 2018–2019 | Söz                      | Derya Karasu             |
| 2020      | Hizmetçiler              | Ela Sönmez               |

### Filmy
| Rok  | Tytuł           | Rola              |
| ---- | --------------- | ----------------- |
| 2016 | Sol Şerit       | Yasemin           |
| 2019 | Cud w celi nr 7 | Nauczycielka Mine |